# Illiesonemoura falcifera
Illiesonemoura falcifera är en bäcksländeart som först beskrevs av Harper 1975.  Illiesonemoura falcifera ingår i släktet Illiesonemoura och familjen kryssbäcksländor. Inga underarter finns listade i Catalogue of Life.